# Teatro político en Japón
El teatro político en Japón tiene su introducción en el modernismo teatral de estilo europeo que puede datarse en el período posterior a la Guerra Ruso-Japonesa, a comienzos del siglo XX. La Sociedad de Ibsen fue fundada en 1907, y una producción de 1911 de La Casa de Muñecas de Ibsen impulsó la formación de la Sociedad de la Media Azul (Seitō), una voz pionera en el movimiento feminista japonés ese mismo año.

## El teatro moderno
El movimiento moderno del teatro tomó el nombre genérico shingeki (新劇?), o teatro nuevo, y las influencias occidentales aumentaron significativamente después de la Primera Guerra Mundial y la Revolución Bolchevique. El expresionismo, el dadaísmo y el constructivismo impactaron el mundo del teatro japonés. Así también, predeciblemente, hicieron literatura proletaria y escenografía. En 1924, el año siguiente al gran terremoto de Kantō, se fundó en Tokio el Pequeño Teatro de Tsukiji (Tsukiji Shōgekijō) con el compromiso original de producir solo obras de autores extranjeros. Su amplia oferta incluía obras de Antón Chéjov, Maurice Maeterlinck, Maxim Gorki, Upton Sinclair, George Bernard Shaw, August Strindberg, Roman Rolland y Luigi Pirandello.
El faccionalismo, junto con la represión creciente, fracturó el movimiento moderno del teatro y culminó en su disolución por el final de los años 30.

## Fracciones políticas
En 1928, el Teatro Pequeño de Tsukiji se dividió en facciones "políticas" y "literarias", y en 1940 la opresión del gobierno culminó en una detención masiva de alrededor de cien personas asociadas con el teatro de izquierdas. Al igual que en otras partes de la izquierda, muchos activistas teatrales asediados finalmente se retractaron y reorientaron sus actividades al apoyo de la "guerra santa". Al mismo tiempo, este breve pero intenso compromiso de entreguerras de abordar críticamente los problemas contemporáneos tenía una profunda influencia en la reaparición del teatro político y socialmente preocupado en los años que siguieron a la derrota de Japón en 1945.

## Arte teatral
La carrera de Murayama Tomoyoshi en la preguerra brinda una viva impresión de la compleja e interactiva dinámica del arte proletario, la literatura y los movimientos teatrales. Converso cristiano que estudió arte y teatro en Berlín a principios de la década de 1920, Murayama se convirtió rápidamente en un líder del movimiento artístico MAVO de vanguardia como una reinstitución de la Asociación Japonesa de Artistas Futuristas, al mismo tiempo que amplió su visión y su energía a la escritura teatral, dirección, diseño e incluso a actuaciones ocasionales. Sus producciones teatrales incluyeron interpretaciones marxistas de Robin Hood y Don Quijote. En 1929, actuó en la producción de la novela proletaria de Tokunaga Taiyō no nai machi («La calle sin sol») y también diseñó el decorado para una adaptación japonesa de Danton's Death, una obra de 1835 sobre la Revolución Francesa por el precoz dramaturgo alemán Georg Buchner.